# Сирийска чесновница
Сирийска чесновница (Pelobates syriacus) е вид сухоземна жаба от семейство Чесновникови (Pelobatidae).

## Разпространение
Сирийската чесновница се среща в Близкия изток (източното крайбрежие на Средиземно море, Турция, Северозападен Иран и района на Кавказ). В миналото за неин подвид е смятана и балканската чесновница (P. balcanicus), срещаща се и в България.
Сирийската чесновница обитава главно местности с много рохкава почва (льос, пясък, затревени и подвижни дюни), включително обработваеми земи.

## Начин на живот и хранене
Сирийската чесновница е активна нощем, като деня прекарва заровена в почвата, а през нощта излиза на повърхността. Храни се с насекоми, мекотели, стоножки, паякообразни. Зимува също заровена в почвата.

## Размножаване
През пролетта сирийската чесновница снася яйцата си в малки водоеми, включително временни локви. Характерно за чесновниците е, че техните ларви и малки жабчета са значително по-големи от тези на други видове жаби, включително такива, които са по-едри като възрастни. Ларвите на сирийската чесновница могат да достигнат дължина 165 mm, а новометаморфозиралите малки тежат средно 3,3 g.

## Допълнителни сведения
Сирийската чесновница е защитена от Приложение II на Бернската конвенция и от Приложения II и III на Закона за биологичното разнообразие.